# Guaplax
Guaplax is een geslacht van kreeftachtigen uit de klasse van de Malacostraca (hogere kreeftachtigen).

## Soort
- Guaplax denticulata Naruse, Ng & Guinot, 2008